# Fuji T-3
Fuji T-3 je letoun pro základní výcvik vyráběný japonskou společností Fuji Heavy Industries a užívaný Japonskými vzdušnými silami sebeobrany. Poprvé vzlétl v roce 1978, a v průběhu jeho služební kariéry vzniklo celkem 50 kusů. V současné době je nahrazován typem Fuji T-7.

## Vznik a vývoj
Typ vznikl pod označením KM-2B na základě stroje Fuji KM-2 (vyvinutého jako čtyřmístná varianta letounu Beechcraft T-34 Mentor s výkonnějším motorem), jako cvičný letoun pro Japonské vzdušné síly sebeobrany. Spojoval konstrukci a pohonnou jednotku KM-2 s třílistou vrtulí Hartzell a tandemovým kokpitem typu T-34 Mentor. První vzlet proběhl 17. ledna 1978. Japonské letectvo zakoupilo celkem 50 kusů označených Fuji T-3, jejichž výroba probíhala až do roku 1982.

## Operační historie
Fuji T-3 tvořily výzbroj 11. a 12. výcvikového křídla Japonských vzdušných sil sebeobrany, u nichž jsou v současnosti nahrazovány typem Fuji T-7, variantou T-3 s turbovrtulovým motorem Allison 250 o výkonu 400 shp (300 kW).

## Uživatelé
- Japonsko
  - Japonské vzdušné síly sebeobrany

## Specifikace

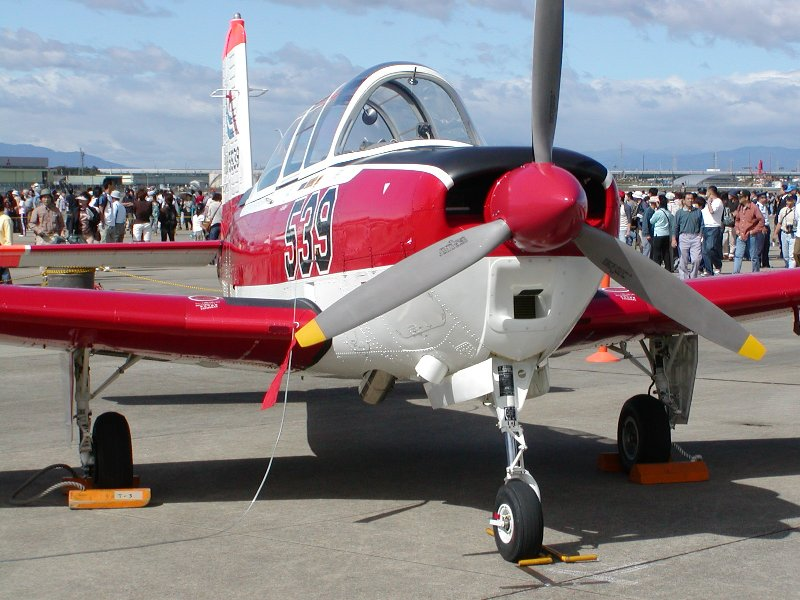
Fuji T-3

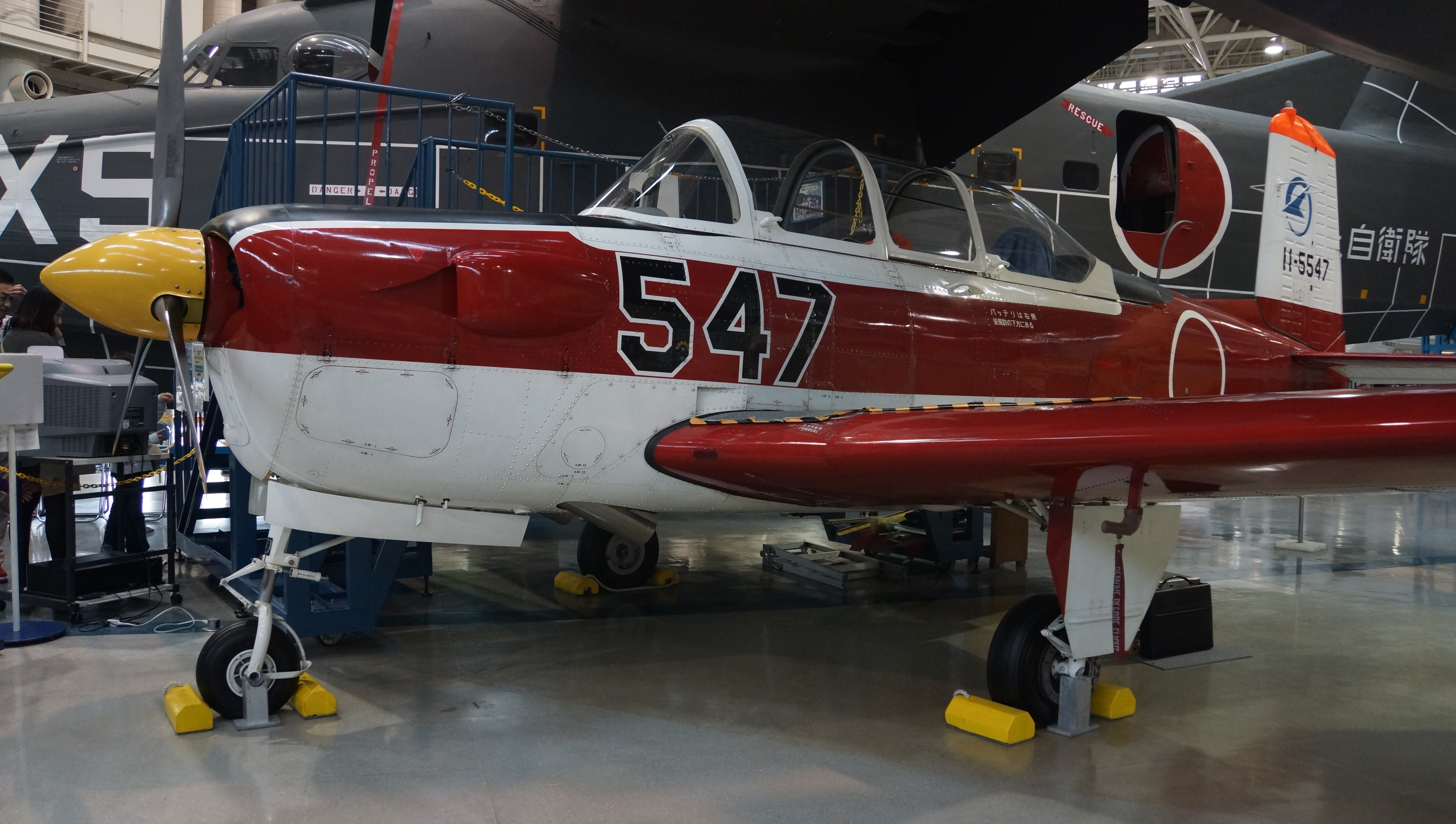
Fuji T-3 (11-5547), Kakamigahara Aerospace Science Museum

Údaje podle

### Technické údaje
- Osádka: 2 (instruktor a žák)
- Délka: 8,06 m
- Rozpětí křídla: 10,00 m
- Výška: 3,02 m
- Plocha křídla: 16,5 m²
- Hmotnost prázdného stroje: 1 120 kg
- Vzletová hmotnost: 1 510 kg
- Pohonná jednotka: 1 × vzduchem chlazený šestiválcový plochý motor Lycoming IGSO-480
- Výkon pohonné jednotky: 340 hp (254 kW)

### Výkony
- Maximální rychlost: 337 km/h
- Maximální přípustná rychlost letu: 413 km/h
- Cestovní rychlost: 254 km/h
- Pádová rychlost: 85 km/h
- Dolet: 1 038 km
- Praktický dostup: 8 170 m
- Stoupavost: 7,7 m/s
- Plošné zatížení křídla: 91,5 kg/m²